# Coelinidea semirufa
Coelinidea semirufa är en stekelart som beskrevs av Fischer 1957. Coelinidea semirufa ingår i släktet Coelinidea och familjen bracksteklar. Inga underarter finns listade i Catalogue of Life.